# Glittica

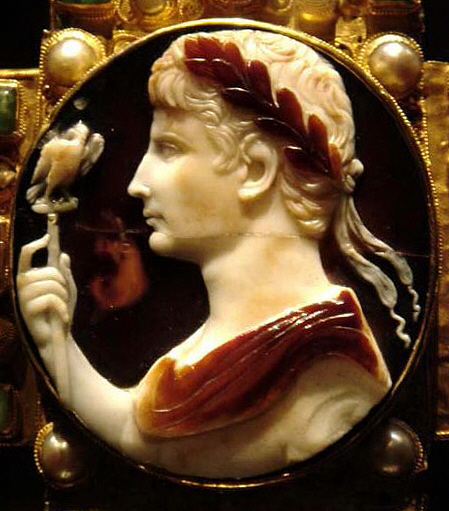
Cammeo di Augusto

La glittica è l'arte dell'incisione di gemme e pietre dure. In senso lato è anche lo studio dei prodotti di tali arte: cammei, sigilli (in pietra), intagli, statuette e altri piccoli oggetti.

## Storia
Fra i più antichi oggetti realizzati con questa tecnica vi sono sigilli cilindrici, forati lungo l'asse, con incisioni di simboli ed altre figure, che risalgono al periodo di Sumeri, Assiri e Babilonesi, mentre i più antichi oggetti rinvenuti sono gli scarabei egiziani.
La glittica mesopotamica si sviluppò inizialmente attorno ad una decorazione geometrica e animalistica, per sfociare a stilizzate figure ornamentali e alla rappresentazione di motivi naturalistici, per lo più astratti.
Questa tecnica era già avanzata nella Grecia antica e si perfezionò ulteriormente in epoca ellenistica e nell'antica Roma. L'artista più noto del periodo ellenista fu senza dubbio Pirgotele. La glittica paleocristiana e bizantina registrò l'ingresso di temi religiosi cristiani e un'evoluzione verso temi più astratti e ideali. Nel medioevo la glittica subì un decremento per la maggiore difficoltà nell'accedere alle materie prime, ma non scomparve. Una vera e propria rinascita dell'interesse verso gli oggetti della glittica si ebbe nel Rinascimento, dove i grandi mecenati si sfidavano a collezionare i rinvenimenti greco-romani e stimolavano gli artisti a nuove creazioni. Arte da sempre legata a un delicato e nostalgico classicismo, anche nei secoli anticlassici per eccellenza quali il Sei e il primo Settecento, l'arte glittica registrò limitati apporti innovativi legati al barocco e al rococò. Proseguì anzi la produzione pseudo-antica per rispondere a una mai diminuita richiesta collezionistica.
La glittica ebbe una nuova rinascita col neoclassicismo, ad esempio con la committenza dello stesso Napoleone che fece così rinverdire una tradizione millenaria. Nel corso di tutto il XIX e XX secolo la produzione di gemme e cammei, intesi come beni di lusso, non conobbe soste, con un periodo di notevole livello artistico durante l'epoca liberty.
Al giorno d'oggi la produzione è di elevata qualità, sia dal punto di vista tecnico sia da quello artistico, ed oltre il 90% del materiale prodotto in Europa viene lavorato in Germania, a Idar-Oberstein (da dove proviene anche buona parte dell'agata grezza da lavorare).
Mentre i materiali usati nell'antichità si limitavano essenzialmente all'agata, al quarzo (ialino o ametista), la corniola, il diaspro, l'onice oltre a vetri colorati, al giorno d'oggi vengono incise praticamente tutte le qualità di gemme, compreso il diamante.

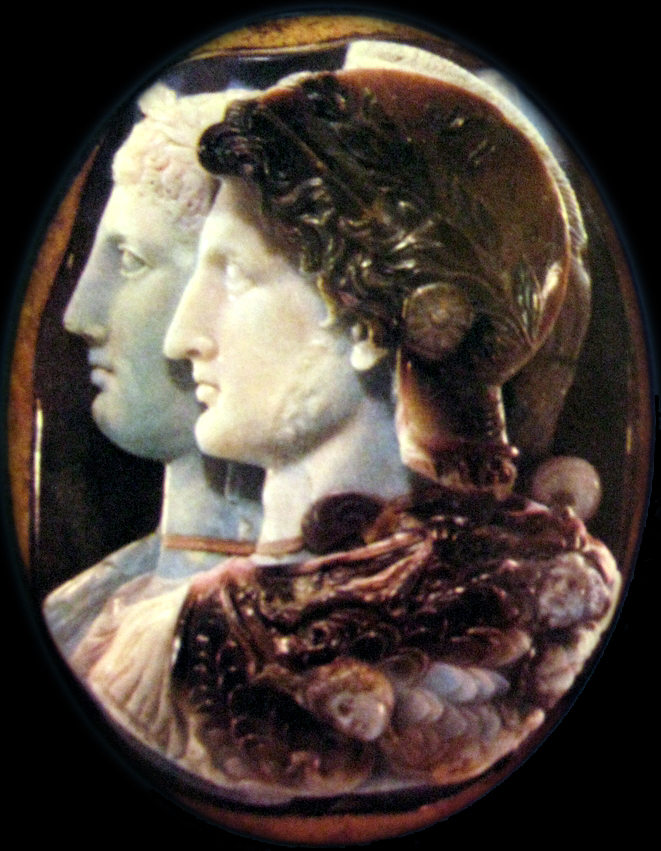
Cammeo Gonzaga, cammeo in sardonice - III secolo a.C.
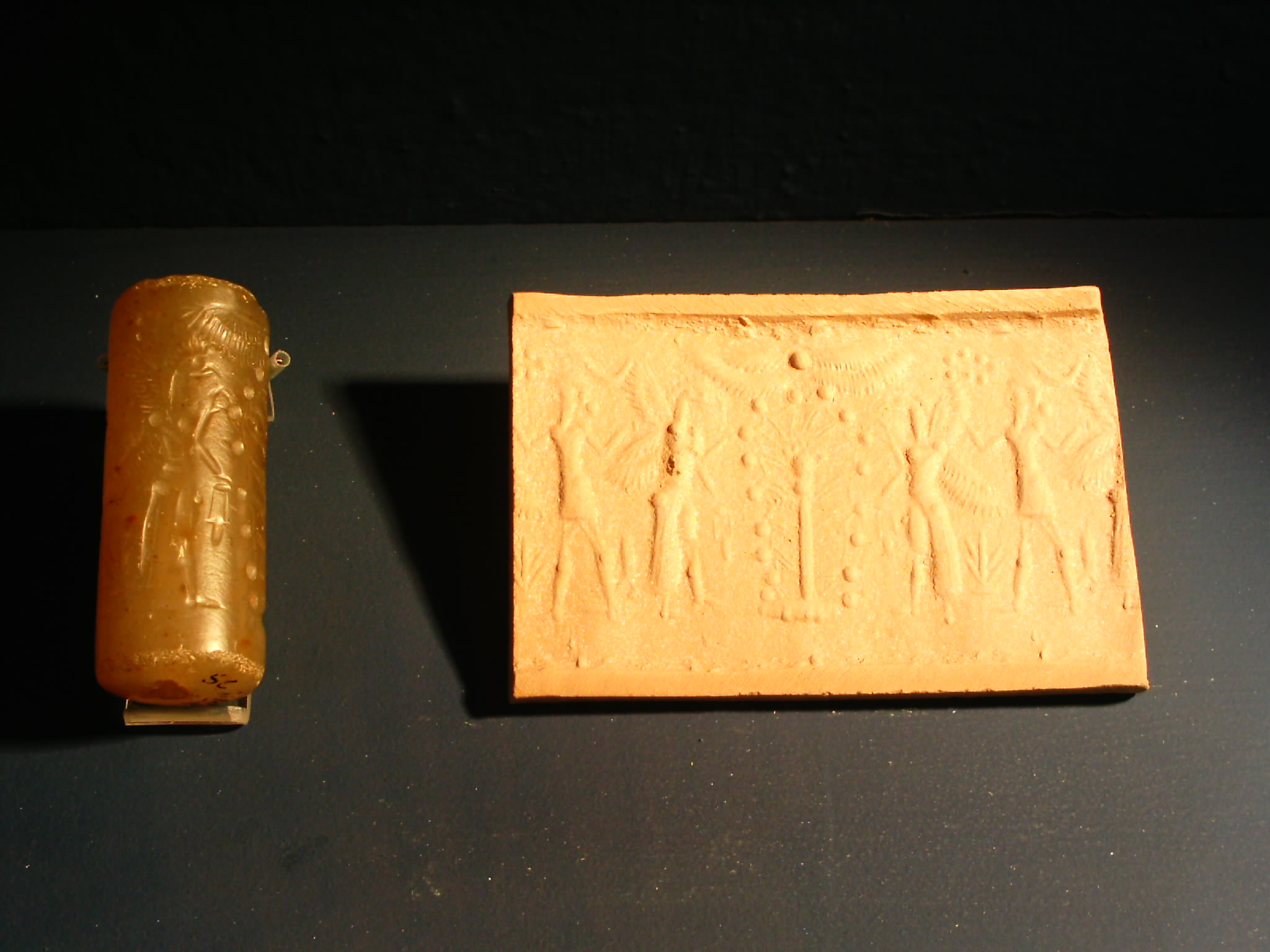
Sigillo cilindrico in calcedonio - Assur
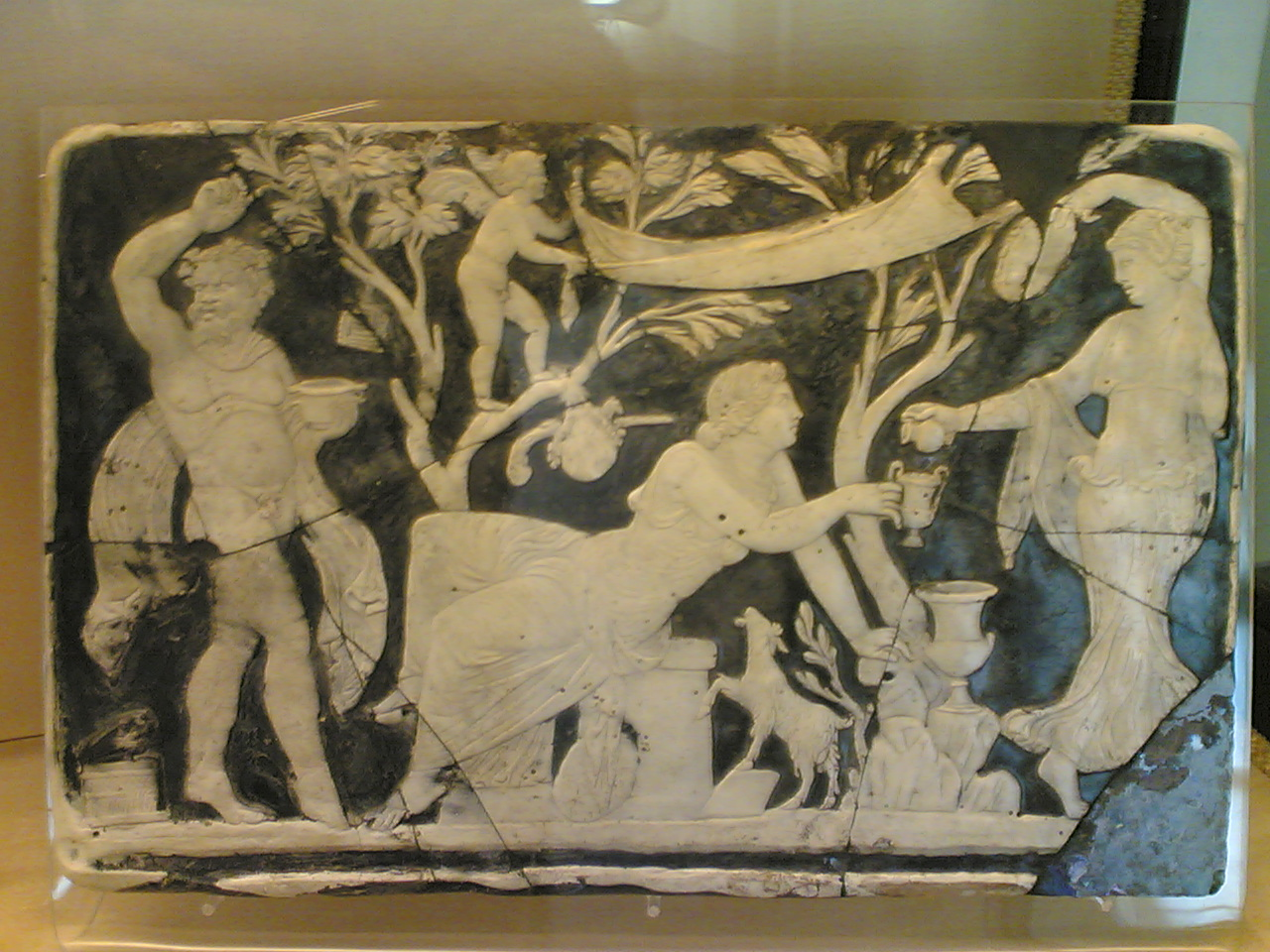
Pannello in vetro cammeo - I secolo d.C.
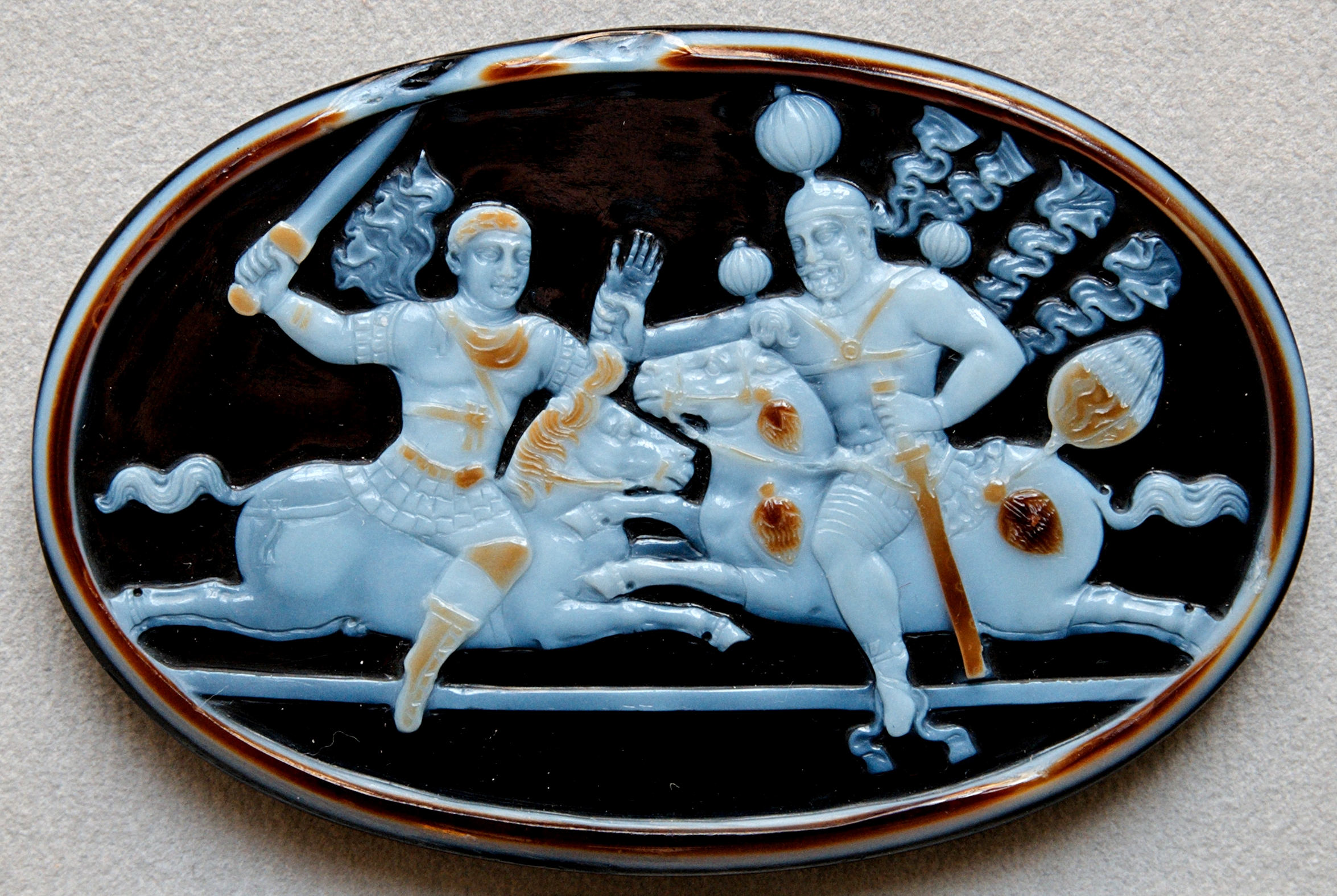
Cammeo in sardonice

## Tecnica

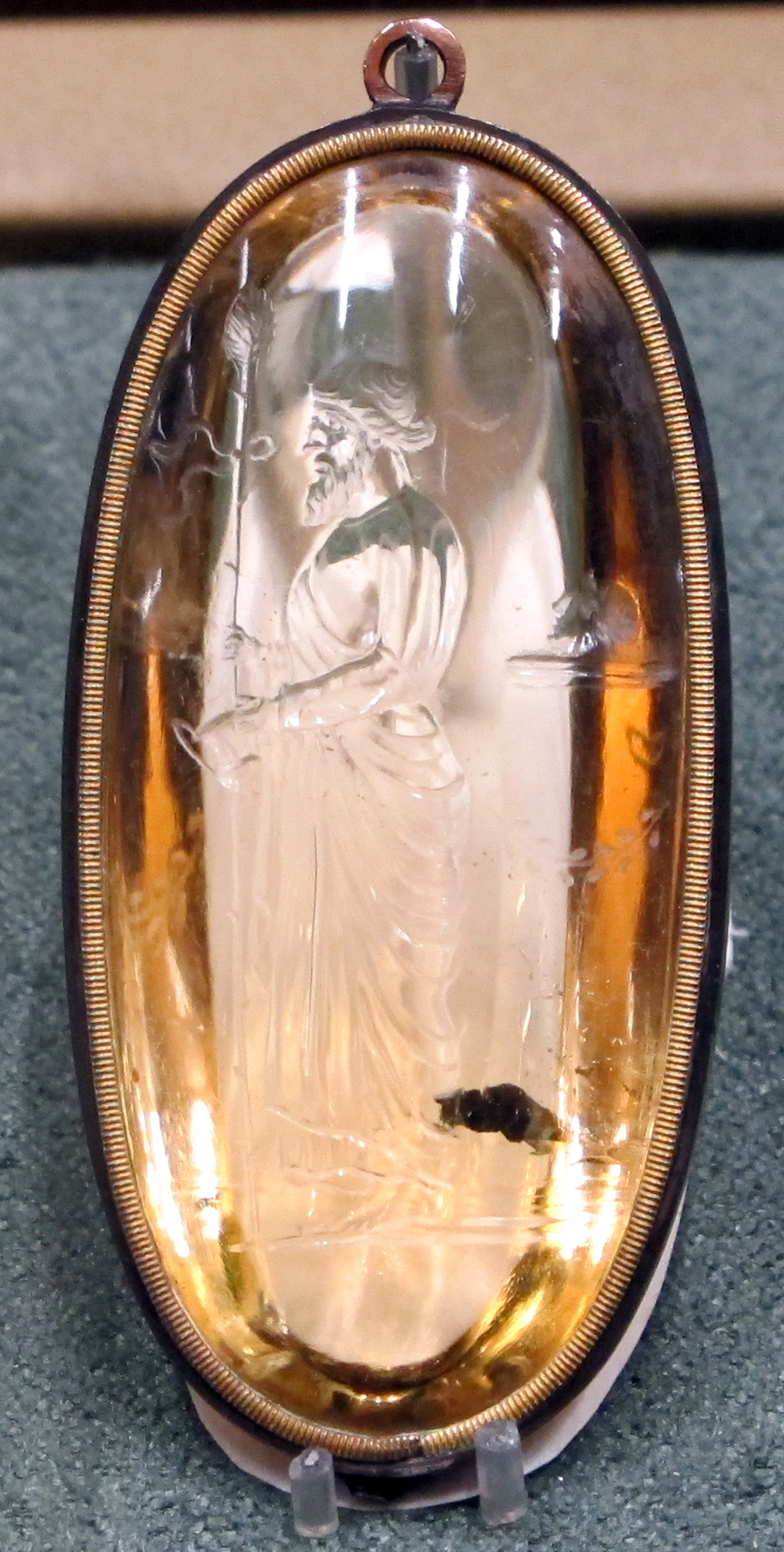
Gemma con Dioniso arcaizzante su quarzo citrino, I secolo a.C., Cabinet des medailles, Parigi

Tecnicamente si distinguono due tecniche fondamentali, che danno origine a due filoni di cui si tiene spesso conto negli inventari storici delle collezioni: il cammeo e la gemma.
Il cammeo genera un bassorilievo, opaco, mentre la gemma viene invece incisa sul rovescio, generando un disegno trasparente da guardare in controluce. L'incisione della gemma o lo scavo del cammeo può essere effettuato con vari utensili oppure, analogamente ad alcune tecniche incisorie, con l'uso selettivo di acidi.
Tradizionalmente viene utilizzato un tornio ad albero orizzontale sul quale vengono montati utensili in ferro, di diverse forme e la pietra da incidere è tenuta fra le dita dall'incisore. L'utensile (che può essere un piccolo disco, a forma di cono oppure sferico o ad ago) ruota alla velocità di 3000-5000 giri/minuto ed è continuamente spalmato d'olio e polvere di diamante. L'olio consente il raffreddamento del pezzo che viene lavorato mentre la polvere di diamante si 'fissa' sugli utensili di ferro (essendo questi più teneri del diamante) facendoli diventare abrasivi a loro volta. Dopo l'incisione il pezzo viene pulito utilizzando materiali morbidi come il legno o il cuoio e paste abrasive finissime, insieme ad acqua. Se occorre lavorare pietre di dimensioni eccessive per essere tenute in mano, si utilizzano fresette montate su alberi flessibili.
Il cammeo, nella sua forma più nota e tipica, sfrutta i diversi colori, di forte contrasto tra l'uno e l'altro, degli strati dell'agata, nelle varie varietà: su uno strato chiaro viene scavata una figura fino a raggiungere uno strato scuro sottostante, che va a creare quindi lo sfondo.